# Velocidad transónica

Flujo transónico más allá de un plano aerodinámico con zonas supersónica (azul oscuro)

Se le llama velocidad transónica al rango de velocidades comprendido entre la velocidad a la que aparece una onda de choque en algún punto de la geometría del cuerpo y la velocidad a la que aparece una onda de choque desprendida delante del cuerpo. 
Un flujo transónico se produce cuando en el campo de flujo de un fluido compresible coexisten velocidades subsónicas y supersónicos dependiendo del perfil aerodinámico.
En una aeronave que vuela todavía a menor velocidad que la del sonido, en el flujo alrededor localmente puede exceder la velocidad del sonido. La transición del flujo de aire de flujo de subsónico a supersónico está asociado con una onda de choque que causa una alta resistencia al flujo que afectan a la distribución de la presión en la aeronave. Durante mucho tiempo, por lo tanto, a la velocidad superior a la del sonido fue un reto no resuelto de las aeronaves, para lo cual fue acuñado el término barrera del sonido.

## Velocidades por rango sónico
La siguiente tabla de velocidades está calculada con la velocidad del sonido a nivel del mar. Es necesario recordar, para no llevar a equívoco, que la velocidad del sonido varía con la altitud de forma notable por lo que realmente las aeronaves en régimen de crucero vuelan a una velocidad real menor que la que se indica en esta tabla.
| Régimen                              | Mach      | mph          | km/h          | m/s         | Características generales del avión |
| ------------------------------------ | --------- | ------------ | ------------- | ----------- | --- |
| Subsónico                            | <0.8      | <610         | <980          | <270        | La mayor parte de los aviones deportivos o con turbohélice. Alas delgadas con gran superficie y bordes redondeados. Nariz y bordes de ataque suaves. |
| Transónico                           | 1-1.2     | 610-768      | 980-1,230     | 270-410     | Los reactores comerciales vuelan en régimen transónico para optimizar el alcance que ofrecen a sus operadores, esto es posible gracias a los perfiles supercríticos que permiten la reducción de resistencia en este régimen. Los aviones transónicos generalmente tienes las alas en forma de delta, retrasando el frente, y a veces se caracterizan por un diseño que pretende acercarse a la regla del área de Whitcomb. Generalmente no se diseñan aviones para esta velocidad ya que es poco eficiente, es mucho mejor diseñarlos para velocidades supersónicas bajas como Mach 1.6 |
| Supersónica                          | 1.2-5.0   | 768-3,840    | 1,230-6,150   | 410-1,710   | Los aviones diseñados específicamente para velocidades supersónicas muestran grandes diferencias en su diseño aerodinámico debido a las radicales diferencias de flujo de aire para velocidades superiores a Mach 1. Bordes afilados, secciones delgadas y estabilizadores móviles. Los aviones militares modernos tienen que comprometer un diseño que permita volar a baja y alta velocidad. Ejemplos de "verdaderos" aviones supersónicos son el Tu-144, F-104 y el Concorde. |
| Hipersónica                          | 5.0-10.0  | 3,840-7,680  | 6,150-12,300  | 1,710-3,415 | Cubierta de níquel-titanio; las partes del avión están altamente integradas, alas pequeñas. Boeing X-51 |
| Hipersónica alta                     | 10.0-25.0 | 7,680-16,250 | 12,300-30,740 | 3,415-8,465 | El control térmico empieza a dominar la consideración de diseño. La estructura debe diseñarse para operar en altas temperaturas debido al roce del aire. Se protege la cubierta mediante tejas de silicato o similar. Las reacciones químicas con el aire del entorno y la alta temperatura pueden corroer el avión por oxidación con el oxígeno atmosférico. Los diseños hipersónicos a veces son forzados a configuraciones "desafiladas" porque reducir el radio de curvatura ayuda a disminuir la temperatura.                                                                       |
| Velocidades de Reentrada atmosférica | >25.0     | >16,250      | >30,740       | >8,465      | Escudo térmico. Forma de cápsula contundente |

- Datos: Q1579556